# Марсел Десаи
Марсе́л Десаи́ (на френски: Marcel Desailly, френско произношение: [maʁ.sɛl də.sɑˈji]) е бивш френски футболист от ганайски произход.
Има 116 мача за френския национален отбор с което се нарежда на трето място по брой участия, след Лилиан Тюрам (142) и Тиери Анри (123). Световен шампион от Мондиал 98 и европейски шампион от Евро 2000.
През 2004 г. е посочен от Пеле като един от 125-те най-велики живи футболисти в света.
От 2007 г. е посланик на добра воля на УНИЦЕФ за Гана.

## Състезателна кариера
Роден е на 7 септември 1968 г. в Акра, Гана с рождено име Odenke Abbey в семейството на ганайци. Когато е четиригодишен неговата майка се омъжва за френски дипломат, който работи във френското посолство в Акра. Същата година семейството му се мести във Франция. Името Десаи получава от втория си баща.
Започва да тренира футбол в школата на Нант, където е съотборник с Дидие Дешан. Първоначално играе като централен защитник. През 1986 г. подписва първия си професионален договор, дебютът му за първия отбор е на 26 август 1986 г. за победата с 3-0 срещу Бордо.
През 1991 г. преминава в състава на доминиращия по това време във френското първенство Олимпик Марсилия, където отново са съотборници с Дешан. Белгийският треньор на отбора Раймонд Гьоталс разполага на този пост с убедителния Базил Боли и това поражда причината Марсел Десаи да бъде преквалифициран в опорен халф.
Още в първия си сезон печели шампионската титла, а на следващия и Шампионската лига след победа над Милан. В този мач Десаи обезличава звездата на „росонерите“ Марко ван Бастен.
Именно това е и следващият му клуб с който още в последвалия сезон повтаря успехите си и печели Шампионската лига, като на финала Милан разгромява Барселона с 4:0, а той отбелязва последното попадение. Печели и две шампионски титли на Италия. По този начин Десаи се превръща в първия футболист в историята на футбола, спечелил Шампионска лига в две поредни години с два различни отбора. Името му е записано в залата на славата на Милан.
През 1995 година френският национал играе трети пореден финал от най-престижния клубен турнир, но губи във Виена от Аякс.
През 1998 г. след пет години прекарани при „росонерите“ Десаи преминава в Челси за сумата от 4,6 милиона паунда. Първоначално си партнира със своя сънародник Франк Лебьоф, а по-късно и с младия тогава Джон Тери.
При „Сините от Лондон“ играе до идването на Роман Абрамович през 2004 г. Завършва кариерата си на 38-годишна възраст в Катар, където треньор му е неговият сънародник Бруно Метсу. Шампион за сезон 2004-05

## Национален отбор
Първата му повиквателна за първия състав на Франция е за квалификациите на Мондиал 94 в които изиграва четири срещи. Официалният му дебют е при гостуването на Швеция на 22 август 1993 г. Участва и в злополучния последен мач на Парк де Пренс срещу България на 17 ноември 1993 г. в който Емил Костадинов отбелязва победното попадение за крайното 1-2.
Три години по-късно е основна фигура от отбора на „петлите“ с който записва участие на три европейски първенства (Евро 96, Евро 2000 и Евро 2004), две световни първенства (Мондиал 98 и Мондиал 2002), както и на два турнира за Купата на конфедерациите (2001 и 2003). След края на Евро 2004 се отказва от участие в националния отбор и със своите 116 мача е футболистът с най-много участия за „петлите“. По-късно този рекорд е подобрен от Лилиан Тюрам и Тиери Анри.

## Успехи
Олимпик Марсилия
- Шампионска лига (1): 1992-93

 Милан
- Шампион на Италия (2): 1993–94, 1995–96
- Шампионска лига (1): 1993-94
  - Финалист (1): 1994-95
- Суперкупа на Италия (2): 1994, 1996
- Суперкупа на УЕФА (2): 1993, 1994

 Челси
- Суперкупа на УЕФА (1): 1998
- ФА Къп (1): 1999-2000
  - Финалист (1): 2001-02
- Къмюнити Шийлд (1): 2000

 Франция
- Световно първенство (1): Мондиал 98
- Европейско първенство (1): Евро 2000
- Купа на конфедерациите (2): 2001, 2003

 Ал-Гарафа
- Шампион на Катар (1): 2004-05

Индивидуални
- ФИФА 100
- Идеален отбор (3): Евро 96, Евро 2000, Мондиал 98